# Biston panterinaria
Biston panterinaria är en fjärilsart som beskrevs av Otto Bremer och William Grey, 1853. Biston panterinaria ingår i släktet Biston och familjen mätare, Geometridae. Tre underarter finns listade i Catalogue of Life, Biston panterinaria exanthemata (Moore, 1888), Biston panterinaria panterinaria (Bremer & Grey, 1853) och Biston panterinaria sychnospilas (Prout, 1930).

## Bildgalleri

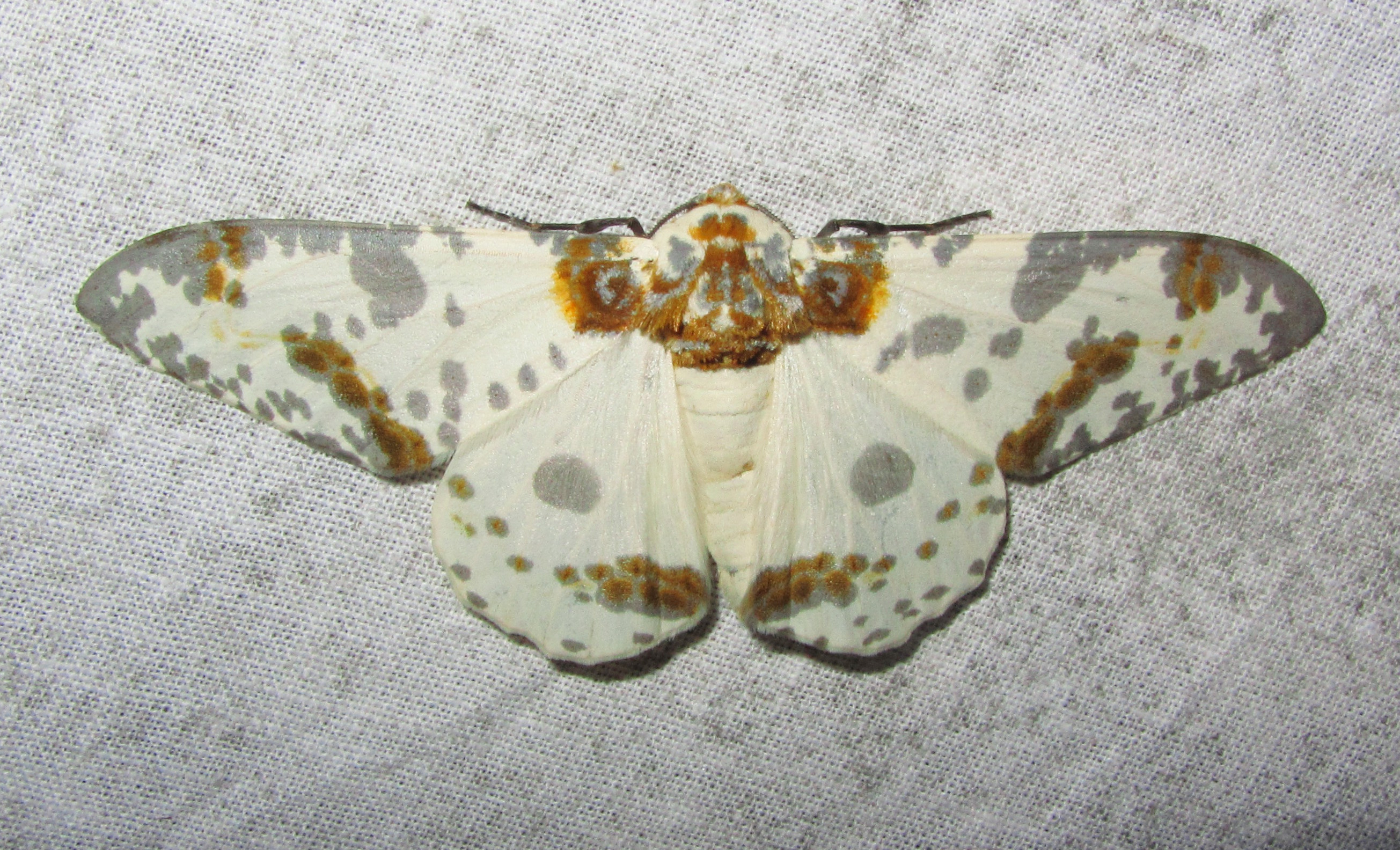
Imago fjäril.
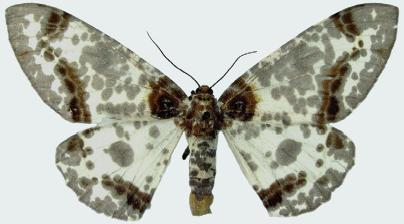
Preparerad (uppnålad) imago fjäril, hona.
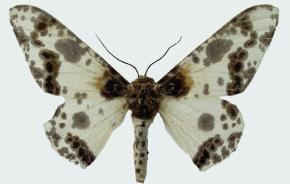
Preparerad (uppnålad) imago fjäril, hane.